# Lärarhögskolan i Linköping

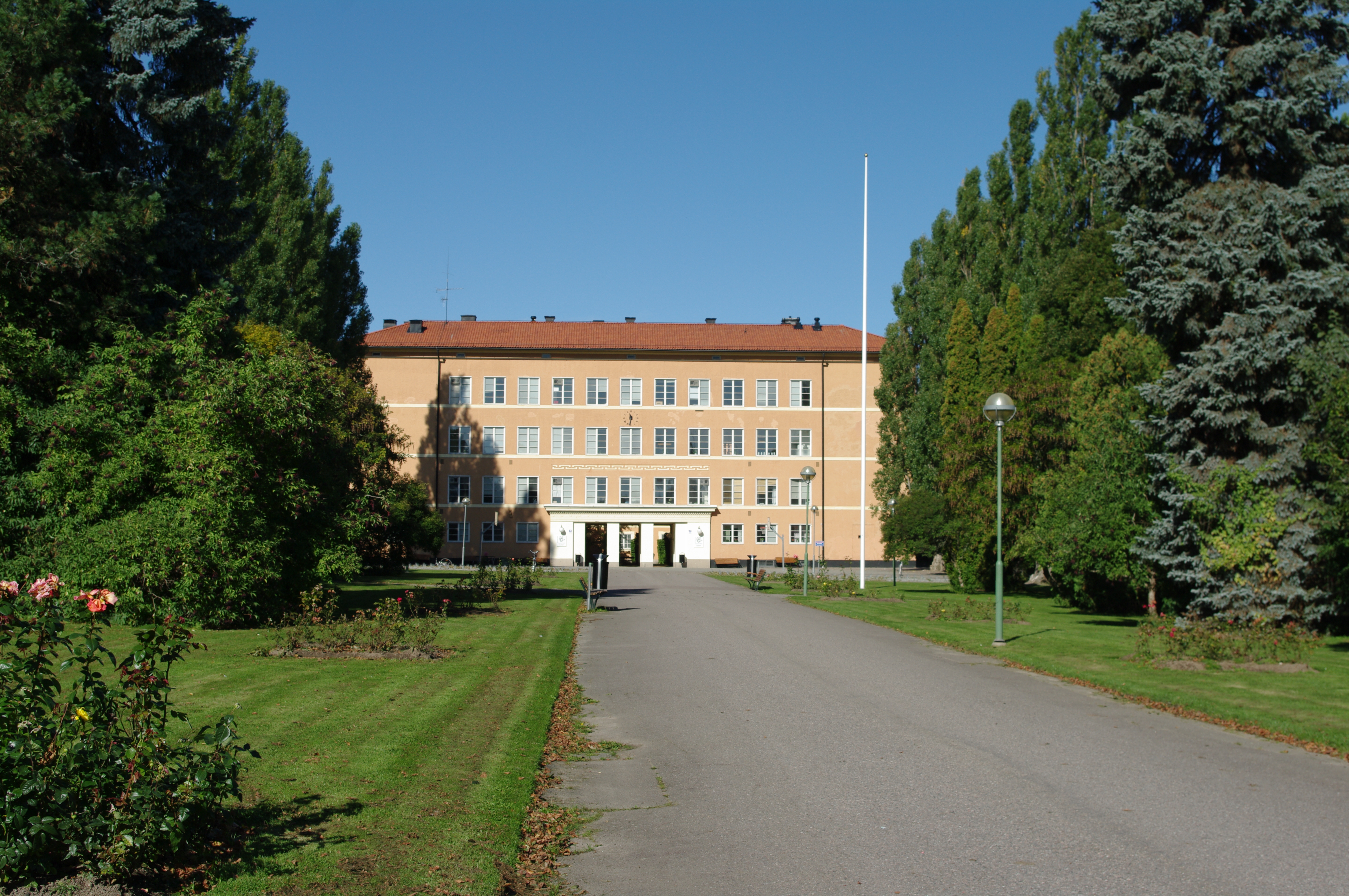
Lärarhögskolan

Lärarhögskolan i kvarteret Adjunkten 1, adress Östgötagatan 12 ligger i Linköpings kommun, Östergötland och uppfördes 1926 som folkskollärarseminarium i Linköping.
Lärarhögskolan byggdes i nyklassicistisk stil efter arkitekt Ture Rydbergs ritningar och består av fyra längor runt en öppen gård. Huvudbyggnaden kompletterades även med en lärarbostad och ett växthus och i anslutning till byggnaderna finns ett grönområde, kallat Sandrinoparken. Lärarhögskolan som verksamhet flyttade från Östgötagatan i samband med nybyggnationer vid Linköpings universitet och campus Valla där hus Key stod färdigt år 2001.
Efter lärarhögskolans flytt bedriver nu Internationella Engelska skolan utbildning i lokalerna. 
Under 2014 byggs nya bostäder i kvarteret Adjunkten 1, i direkt anslutning till före detta Lärarhögskolan. De byggs i liknande arkitektonisk stil.